# 长沙国际会展中心
长沙国际会展中心位于中国湖南省长沙市，总用地面积2026亩，包括会展区870亩（含周边道路），配套区1156亩（含周边道路）。

## 历史沿革

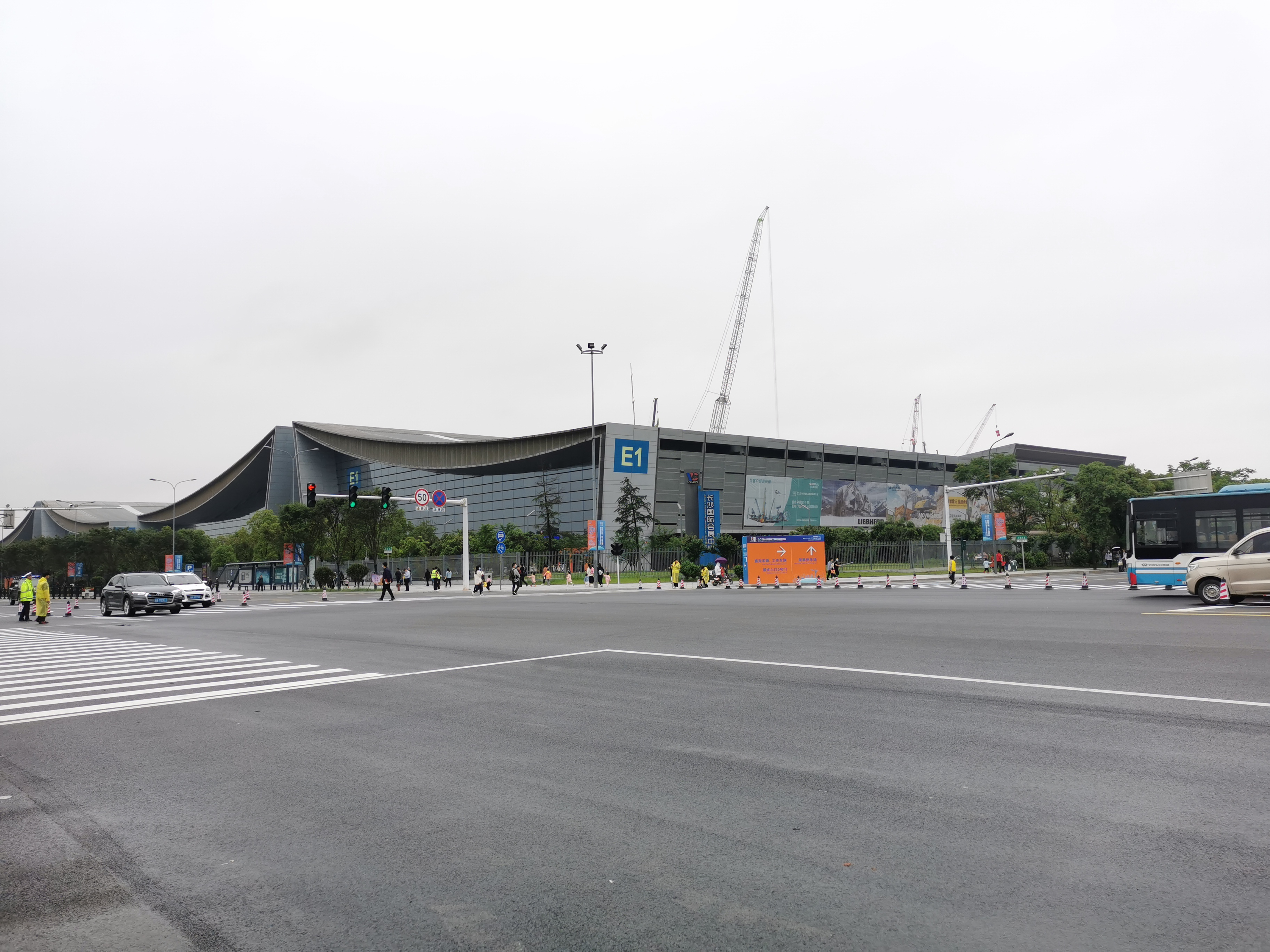
长沙国际会展中心

2016年11月，一期工程建成并投入运营，包括：北登录厅、中心广场、西广场、内廊及北面八个展厅。

## 区位交通
长沙国际会展中心与长沙南站隔浏阳河相望，距黄花国际机场15公里，市内有长沙地铁2、4号线连接。

## 举办展览
- 专业展：长沙国际工程机械展览会、全国制药机械博览会、全国秋季糖酒会、农交农博会暨全球农业南南高层合作论坛、中国国际广告节、中国国际粮油展、湖南装配式建筑与建筑工程技术博览会、华为中国生态伙伴大会、中非经贸博览会、中国（长沙）国际汽车博览会等。
- 非展特色项目：太阳马戏KOOZA秀、草莓音乐节等[5][3]。